# حسن‌آباد (ازنا)
حسن‌آباد روستایی در دهستان ازنا بخش مرکزی شهرستان خرم‌آباد استان لرستان ایران است.

## جمعیت
بر پایه سرشماری عمومی نفوس و مسکن در سال ۱۳۹۵ جمعیت این روستا ۶۲ نفر (۲۱خانوار) بوده‌است.